# المحاسن (السياني)

تعديل مصدري - تعديل

المحاسن محلة تابعة لقرية خبائة، التابعة لعزلة الازارق بمديرية السياني إحدى مديريات محافظة إب في الجمهورية اليمنية.، بلغ تعداد سكانها 304 حسب تعداد اليمن لعام 2004.